# George Mikes
George Mikes, eigentlich György Mikes (* 15. Februar 1912 in Siklós, Österreich-Ungarn; † 30. August 1987 in London) war ein britischer Schriftsteller ungarischer Herkunft. Seine vorwiegend humoristisch-satirischen Werke wurden in zahlreiche Sprachen übersetzt.

## Leben
Mikes war der jüngere Sohn des Juristen Alfred Mikes und dessen Ehefrau Margo Halmos. Tibor Mikes war sein älterer Bruder.
Mikes studierte Rechtswissenschaft an der Universität Budapest und konnte dieses Studium 1933 mit einer Promotion abschließen. Im Anschluss daran trat er in seiner Heimatstadt in eine Kanzlei ein und konnte gleichzeitig erste Beiträge fürs Feuilleton der Tageszeitung Reggel veröffentlichen.
Im September 1938 entsandte man Mikes als Korrespondent nach London. Er sollte dort wegen des Münchener Abkommens berichten. Geplant waren einige Wochen; er blieb zwei Jahre und berichtete u. a. von der Zerschlagung der Tschechoslowakei und dem Überfall auf Polen. Die weitere politische Lage (→Zweiter Weltkrieg) zwang ihn, in England zu bleiben, wo er anfangs als freier Mitarbeiter für einige englische Zeitungen und Zeitschriften zu arbeiten anfing. 1939 wurde Mikes von der BBC engagiert, für die vor allem seine Ungarischkenntnisse wichtig waren.
1940 wurde Mikes für einige Monate als Ausländer auf der Isle of Man im interniert. Er kam ins Hutchinson Internment Camp bei Douglas, wo er mit anderen eine Zeitung, das „Camp Journal“ veröffentlichen konnte. Wieder entlassen, fand er sofort wieder Arbeit bei der BBC. Nach Kriegsende blieb er in London und neben seinem Brotberuf bei der BBC veranstaltete er zusammen mit dem Komponisten Mátyás Seiber Kabaret-Abende an verschiedenen Kleinkunstbühnen.
1946 wurde Mikes eingebürgert. Im selben Jahr hatte er auch mit „How to Be an Alien“ sein erfolgreiches Debüt als Schriftsteller, in dem er mit trockenem Humor England aus Sicht des Ausländers beschreibt. Bekannt wurde das Kapitel über Sex, das aus einem einzigen Satz besteht: „Continental people have sex life; the English have hot-water bottles.“
1956 sandte die BBC Mikes nach Ungarn, wo er Ende Oktober ausführlich vom dortigen Volksaufstand berichtete. Mit wachsendem Erfolg als Schriftsteller trat sein eigentlicher Brotberuf bei der BBC langsam in den Hintergrund. Zwischen 1975 und 1987 war Mikes auch regelmäßig bei Radio Free Europe in München zu hören. In dieser Zeit arbeitete er auch für PEN International in London.
Seine Bücher verfasste er in englischer wie auch ungarischer Sprache. Trotz seines Erfolges als humorischer Autor, war er mit regelmäßigen Kolumnen in den wöchentlichen Zeitungen wie The New Statesman und The Observer zu lesen, aber auch in den Literaturzeitschriften TLS oder Encounter veröffentlichte er zu ernsten Themen.
Mikes war zweimal verheiratet und hatte einen Sohn, Martin, und eine Tochter, Judith. Mit 75 Jahren starb Mikes 1987 in London und fand dort auch seine letzte Ruhestätte. Vier Jahre später wurde am 15. September 1991 an seinem Geburtshaus in Siklós eine Gedenktafel angebracht.

## Werke (Auswahl)

### Als Autor
Allgemeines
- Wisdom for others. Allan Wingate, London 1950 (illustriert von Nicolas Bentley).
  - Deutsch: Weisheit für andere. Zsolnay, Wien 1952 (übersetzt von Stefanie Neumann)
- Shakespeare and myself. André Deutsch, London 1962 (illustriert von David Langdon, EA London 1952)
  - Deutsch: Shakespeare und Mikes. Zsolnay, Wien 1953 (übersetzt von Luise Wasserthal-Zuccari)
- How to be inimitable. André Deutsch, London 1960.
  - Deutsch: Wie wird man ein Original? Scherz, Bern 1961 (illustriert von Jürg Spahr, übersetzt von Wilhelm Michael Treichlinger)
- How to be affluent. André Deutsch, London 1965.
  - Deutsch: Kartoffeln nur zu Kaviar. Traktat über das angenehme Leben. Econ, Düsseldorf 1967 (illustriert von Hanns Erich Köhler, übersetzt von Ursula von Zedlitz)
- Humour in Memoriam. Routledge & Paul, London 1970.
  - Deutsch: Nimm das Leben nicht zu ernst. Humorvolle Betrachtungen für humorlose Zeiten. mvg, Landsberg am Lech 1982, ISBN 3-478-02780-2 (übersetzt von Ursula von Zedlitz, EA Düsseldorf 1971)
- How to be Decadent. André Deutsch, London 1977.
  - Deutsch: Das Vergnügen, dekadent zu sein. Von der Kunst, in England zu leben. Droemer Knaur, München 1981, ISBN 3-426-03652-5 (übersetzt von Klaus Machold, EA Düsseldorf 1979)
- How to be Poor. André Deutsch, London 1983.
  - Deutsch: Reich mit leeren Taschen. Econ, Düsseldorf 1983, ISBN 3-8118-2463-5 (illustriert von Karl-Heinz Volkmann, übersetzt von Gernot Barschke)
- How to be a guru. André Deutsch, London 1984 (illustriert von Terence LArry Parkes)

Erzählungen
- Down with everybody. A cautionary tale for children over 21 and other stories. André Deutsch, London 1958 (illustriert von David Langdon, EA London 1952)
  - Deutsch: Nieder mit Allen! Eine lehrreiche Geschichte für Kinder über 21. Diogenes, Zürich 1954 (illustriert von Vladimir Popoff, übersetzt von N. O. Scarpi)
  - Deutsch: A propos Ferien. Diogenes, Zürich 1955 (gekürzte Ausgabe)

Reiseführer
- „Über Alles“. Germany explored. André Deutsch, London 1953 (illustriert von David Langdon)
  - Deutsch: „...über Alles“. Sachliche Reise durch Deutschland. Diogenes, Zürich 1960 (illustriert von David Langdon und übersetzt von N. O. Scarpi, EA Zürich 1953)
- Little cabbages. Wingate, London 1955 (illustriert von David Langdon)
  - Deutsch: Allons enfants... Wiedersehen mit Frankreich. Diogenes, Zürich 1955(übersetzt von N. O. Scarpi).
  - Deutsch: Frankreich für Anfänger. Diogenes, Zürich 1964 (gekürzte Ausgabe)
- Italy for beginners. André Deutsch, London 1956 (illustriert von Chaval).
  - Deutsch: Italien für Anfänger. Ein lustiger Cicerone. Diogenes, Zürich 1957 (übersetzt von N. O. Scarpi)
  - Deutsch: Italien für Anfänger. Diogenes, Zürich 1963 (gekürzte Ausgabe)
- Milk and Honey. Wingate, London 1957 (illustriert von Nicolas Bentley)
  - Deutsch: Milch und Honig. Die Entdeckung Israels. Diogenes, Zürich 1958 (übersetzt von N. O. Scarpi)
- East is east. André Deutsch, London 1958 (illustriert von Nicolas Bentley)
  - Deutsch: Fernöstlicher Diwan. Eine Asienreise in achtzig Tagen. Diogenes, Zürich 1959 (illustriert von Paul Flora, übersetzt von Friedrich Torberg).
  - Deutsch: Japan für Anfänger. Heitere Betrachtungen. Diogenes, Zürich 1963 (gekürzte Ausgabe)
  - Deutsch: Indien für Anfänger. Ein heiterer Lehrgang. Diogenes, Zürich 1963 (gekürzte Ausgabe)
  - Deutsch: Japan für Anfänger. Heitere Betrachtungen. Diogenes, Zürich 1963 (gekürzte Ausgabe)
- Switzerland for beginners. André Deutsch, London 1960.
  - Deutsch: Die Schweiz für Anfänger. Beobachtungen eines Ausländers. Econ, München 1988, ISBN 3-430-16728-0 (Illustriert von Godi Hoffmann, übersetzt von Heidrun und Ulrich Günthner, EA Zürich 1961)
- Scandinavia for beginners. André Deutsch, London 1961.
  - Deutsch: Skandinavien für Anfänger. Diogenes, Zürich 1962 (illustriert von Léon, übersetzt von Friedrich Torberg)
- Tango. Wingate, London 1961.
  - Deutsch: Saludos amigos. Südamerikanischer Jahrmarkt. Scherz, Bern 1962 (illustriert von Jürg Spahr, übersetzt von Ursula von Wiese)
  - Deutsch: Bunter südamerikanischer Jahrmarkt. Reiseerlebnisse. Goldmann, München 1969.
- How to be an alien. Wingate, London 1946 (illustriert von Nicolas Bentley)
  - Deutsch: England für Anfänger oder „How to be an Alien“. Diogenes, Zürich 1964 (übersetzt von Werner Preusser)
- Eureka! Rummaging in Greece. André Deutsch, London 1965 (illustriert von Nicolas Bentley)
  - Deutsch: Heureka! Unter glücklichen Göttern und gastfreundlichen Griechen. Goldmann, München 1970 (illustriert von Heinz Looser, übersetzt von Ursula von Wiese, EA Bern 1967)
- The land of the rising yen. Wingate, London 1968.
  - Deutsch: Mit Geishas fängt der Tag gut an. Im Lande des aufgehenden Yen. Econ, Düsseldorf 1970 (übersetzt von Ursula von Zedlitz)
  - Deutsch: Mit Geishas fängt der Tag gut an. Japan, das Volk, wie sie leben, Orte. Goldmann, München 1972.
- The prophet motive. Wingate, London 1970.
  - Deutsch: Grüße aus Jerusalem. Besuch in einer Stadt ohne Beispiel. Econ, Düsseldorf 1972 (übersetzt von Monika und Dieter Curths)
  - Deutsch: Grüsse aus Israel. Zu Besuch in Israel. Econ, Düsseldorf 1976.

Romane
- Mortal Passion. Wingate, London 1960
  - Deutsch: Der ideale Lebenszweck. Scherz, Bern 1964 (übersetzt von Herbert Roch)
- The spy who died of boredom. André Deutsch, London 1973.
  - Deutsch: Gelangweilt sterben die Spione. Ein satirischer Roman. Droemer-Knaur, München 1979 (übersetzt von Ursula von Zedlitz, EA Düsseldorf 1974)
- Tsi-Tsa. A biography of a cat. Penguin, Harmondsworth 1981 (EA London 1978)
  - Deutsch: So ein Katzenleben... Zärtlichkeit auf sanften Pfoten. Moewig, Rastatt 1987, ISBN 3-8118-2463-5. (übersetzt von Klaus Machold, EA Düsseldorf 1979)

Sachbücher
- The hungarian revolution. André Deutsch, London 1957
  - Deutsch: Revolution in Ungarn. Scherz & Goverts, Stuttgart 1957 (übersetzt von Helen Mayer)

Sammlungen
- Zwergstaaten für Anfänger. Liechtenstein, Monaco, San Marino, Andorra. Diogenes, Zürich 1959.
- Komische Leute. England und Amerika neu entdeckt. Ullstein, Frankfurt/M. 1960 (illustriert von Nicolas Bentley, übersetzt von Werner Preuss)
Inhalt: „How to be an alien“ und „How to scrape skies“.
- Any souvenirs. Central Europe revisited. Wingate, London 1965.
  - Deutsch: Komisches Europa. Gesammelte Reiseerfahrungen. Scherz, Bern 1966.
  - Deutsch: Gedanken sind zollfrei. Erfahrungen in Bayern, Österreich, Jugoslawien und Ungarn. Econ, Düsseldorf 1973.
- Liebe verrückte Welt. Gesammelte Reiseerfahrungen aus 4 Kontinenten, Amerika, Asien, Australien, Afrika. Scherz, Bern 1968 (übersetzt von Ursula von Wiese)

### Als Herausgeber
- Lächelnd lebt’s sich leichter. Witz, Satire, Humor aus aller Welt. Moewig, Rastatt 1987, ISBN 3-8118-4867-4 (übersetzt von Klaus Machold, illustriert von Steffen E. Köpf, EA Düsseldorf 1981)